# Euplexia picturata
Euplexia picturata là một loài bướm đêm trong họ Noctuidae.